# Flávio Canto
Flávio Vianna de Ulhôa Canto (Oxford, 16 aprile 1975) è un ex judoka brasiliano.

## Palmarès
| Anno | Manifestazione          | Sede           | Evento | Risultato | Note |
| ---- | ----------------------- | -------------- | ------ | --------- | ---- |
| 1995 | Giochi panamericani     | Mar del Plata  | 78kg   | Argento   |      |
| 1996 | Campionati panamericani | San Juan       | 78kg   | Bronzo    |      |
| 1997 | Campionati panamericani | Guadalajara    | 78kg   | Oro       |      |
| 1998 | Campionati panamericani | Santo Domingo  | 81kg   | Bronzo    |      |
| 1999 | Giochi panamericani     | Winnipeg       | 78kg   | Bronzo    |      |
| 1999 | Campionati panamericani | Montevideo     | 81kg   | Oro       |      |
| 2002 | Giochi sudamericani     | Rio de Janeiro | 81kg   | Oro       |      |
| 2002 | Campionati panamericani | Santo Domingo  | 81kg   | Bronzo    |      |
| 2003 | Giochi panamericani     | Santo Domingo  | 81kg   | Oro       |      |
| 2003 | Campionati panamericani | Salvador       | 81kg   | Oro       |      |
| 2004 | Giochi olimpici         | Atene          | 81kg   | Bronzo    |      |
| 2004 | Campionati panamericani | Margarita      | 81kg   | Oro       |      |
| 2006 | Campionati panamericani | Buenos Aires   | 81kg   | Oro       |      |
| 2009 | Campionati panamericani | Buenos Aires   | 81kg   | Argento   |      |
| 2010 | Campionati panamericani | San Salvador   | 81kg   | Oro       |      |